# 블라디미르 수데츠
블라디미르 알렉산드로비치 수데츠(러시아어: Владимир Александрович Судец, 1904년 10월 23일 ~ 1981년 5월 6일)는 제2차 세계 대전 당시 복무했던 소련 공군의 장성으로 전쟁 당시 제17항공육군을 이끌었고, 전후 공군원수로 진급했다.

## 군인으로서의 삶
블라디미르는 니즈네드네프로브스크에서 태어났다. 원래 이 지역은 러시아 제국의 예카테리노슬라프 현에 위치한 곳이었으나 현재는 우크라이나의 지역이다. 1924년, 그는 소련 공산당에 참여했고 다음 해 9월 적군에 가담했다. 192년 공군 기술학교를 졸업한 이후 그는 1929년 조종사 학교를 졸업하고 키예프 군관구에서 복무했다. 1933년부터 1937년까지 그는 소련-일본 국경 분쟁에 참전했다. 1940년 2월부터 3월까지 그는 겨울 전쟁에 참전했다.
1941년 10월, 그는 볼가 군관구의 공군 사령관을 맡았고, 1942년 6월까지 복무했다. 1942년 9월부터 다음 해 3월까지 그는 제1폭격기 공군군단을 지휘했다. 1943년 3월, 그는 제17항공육군의 사령관이 되었고 제2차 세계 대전이 끝날 때까지 지휘를 맡았다.. 제17항공육군은 쿠르스크 전투, 드네프르-카르파티아 공세, 그리고 제2차 이아시-키시뇨프 공세와 프라하 공세에 참여햤다. 1945년 4월 28일, 그는 레닌 훈장과 금성훈장, 소비에트 연방영웅을 수여받았고 소련 공군 참모총장과 부사령관을 겸임했다. 그는 1981년 5월 6일 모스크바에서 사망해 노보데비치 묘지에 묻혔다.